# Agapito Magaña Sánchez
Agapito Magaña Sánchez (Isla Mujeres, Quintana Roo; 15 de enero de 1962) es un político mexicano, fue Presidente Municipal de Isla Mujeres de 2013 a 2016.
Estudio en Yucatán la preparatoria y la Licenciatura en Administración de Empresas.
Su primera participación en el servicio público fue con en 1990 ayuntamiento de Joel Saury Galué como tesorero del Municipio de Isla Mujeres Después fue diputado local, cargo en el que encabezó la Comisión de Presupuesto y Cuenta Pública del Estado.

## Proceso Penal
Actualmente, el expresidente de Isla Mujeres se encuentra vinculado a proceso por el delito de peculado, derivado de la carpeta de investigación FGE/QR/CHE/DDII/8/48/2017, un juez de control encontró indicios sobre la probable responsabilidad de los ex servidores públicos en un daño patrimonial al municipio por 94 millones 668 mil 312.39 pesos.